# Чемпионат мира по стрельбе 1986
Чемпионат мира по стрельбе 1986 года прошёл в Зуле (ГДР).

## Общий медальный зачёт
| Место | Страна         | Золото | Серебро | Бронза | Всего |
| ----- | -------------- | ------ | ------- | ------ | ----- |
| 1     | СССР           | 21     | 9       | 10     | 40    |
| 2     | Чехословакия   | 7      | 3       | 1      | 11    |
| 3     | Великобритания | 4      | 2       | 0      | 6     |
| 4     | США            | 3      | 7       | 6      | 16    |
| 5     | Болгария       | 3      | 3       | 0      | 6     |
| 6     | Венгрия        | 3      | 2       | 3      | 8     |
| 7     | Китай          | 3      | 2       | 2      | 7     |
| 8     | ФРГ            | 3      | 1       | 2      | 6     |
| 9     | Финляндия      | 2      | 4       | 4      | 10    |
| 10    | ГДР            | 1      | 6       | 7      | 14    |
| 11    | Франция        | 1      | 4       | 4      | 9     |
| 12    | Норвегия       | 1      | 3       | 4      | 8     |
| 13    | Италия         | 1      | 2       | 2      | 5     |
| 14    | Польша         | 1      | 2       | 1      | 4     |
| 15    | Австралия      | 1      | 0       | 0      | 1     |
| 15    | Югославия      | 1      | 0       | 0      | 1     |
| 17    | Австрия        | 0      | 2       | 1      | 3     |
| 17    | Швейцария      | 0      | 2       | 1      | 3     |
| 19    | Швеция         | 0      | 1       | 4      | 5     |
| 20    | Канада         | 0      | 1       | 1      | 2     |
| 21    | Румыния        | 0      | 0       | 2      | 2     |
| 22    | Албания        | 0      | 0       | 1      | 1     |

## Медалисты

### Мужчины
Винтовка
| Дисциплина                                    | Золото                                                              | Серебро                                                       | Бронза                                                              |
| --------------------------------------------- | ------------------------------------------------------------------- | ------------------------------------------------------------- | ------------------------------------------------------------------- |
| Винтовка с трёх позиций, 50 м                 | Петр Курка (Чехословакия)                                           | Малколм Купер (Великобритания)                                | Павел Соукеник (Чехословакия)                                       |
| Винтовка с трёх позиций, 50 м (команды)       | Чехословакия · Милан Бакес · Петр Курка · Павел Соукеник            | СССР · Кирилл Иванов · Грачья Петикян · Виктор Власов         | Франция · Жан-Пьер Ама · Паскаль Бесси · Мишель Бури                |
| Винтовка лёжа, 50 м                           | Шандор Берецки (Венгрия)                                            | Гэйл Стюарт (Канада)                                          | Майкл Хайн (ФРГ)                                                    |
| Винтовка с трёх позиций, 50 м (команды)       | Австралия · Дональд Брук · Уоррен Потент · Алан Смит                | ГДР · Бернд Хартштайн · Марио Гонзировски · Хелльфрид Хайфорт | Швеция · Кристиан Хеллер · Стефан Лёвбом · Ханс Странд              |
| Винтовка с колена, 50 м                       | Павел Соукеник (Чехословакия)                                       | Юха Хирви (Финляндия)                                         | Стефан Лёвбом (Швеция)                                              |
| Винтовка с колена, 50 м (команды)             | СССР · Кирилл Иванов · Грачья Петикян · Виктор Власов               | Чехословакия · Милан Бакес · Петр Курка · Павел Соукеник      | ГДР · Хелльфрид Хайфорт · Франк Ретткоски · Андреас Вольфрам        |
| Винтовка стоя, 50 м                           | Петер Хайнц (ФРГ)                                                   | Милан Бакес (Чехословакия)                                    | Харалд Стенвог (Норвегия)                                           |
| Винтовка стоя, 50 м (команды)                 | Чехословакия · Милан Бакес · Петр Курка · Павел Соукеник            | Франция · Жан-Пьер Ама · Паскаль Бесси · Мишель Бури          | СССР · Кирилл Иванов · Грачья Петикян · Виктор Власов               |
| Винтовка с трёх позиций, 300 м                | Гленн Дабис (США)                                                   | Малколм Купер (Великобритания)                                | Маури Рёппянен (Финляндия)                                          |
| Винтовка с трёх позиций, 300 м (команды)      | СССР · Виктор Данильченко · Геннадий Лущиков · Александр Митрофанов | США · Роберт Айлвард · Гленн Дабис · Лоунс Виггер             | Норвегия · Геир Скирбекк · Харалд Стенвог · Каре Инге Викен         |
| Винтовка лёжа (40 выстрелов), 300 м           | Малколм Купер (Великобритания)                                      | Харалд Стенвог (Норвегия)                                     | Маури Рёппянен (Финляндия)                                          |
| Винтовка лёжа (40 выстрелов), 300 м (команды) | СССР · Виктор Данильченко · Геннадий Лущиков · Александр Митрофанов | Норвегия · Геир Скирбекк · Харалд Стенвог · Каре Инге Викен   | Швейцария · Хайнц Брем · Пьер Ален Дюфо · Норберт Стурни            |
| Винтовка лёжа (60 выстрелов), 300 м           | Малколм Купер (Великобритания)                                      | Маури Рёппянен (Финляндия)                                    | Гленн Дабис (США)                                                   |
| Винтовка лёжа (60 выстрелов), 300 м (команды) | Франция · Доминик Макен · Паскаль Бесси · Мишель Бури               | Финляндия · Калле Лескинен · Маури Рёппянен · Пекка Рёппянен  | Норвегия · Йём Дален · Харалд Стенвог · Каре Инге Викен             |
| Винтовка с колена, 300 м                      | Гленн Дабис (США)                                                   | Маури Рёппянен (Финляндия)                                    | Роберт Айлвард (США)                                                |
| Винтовка с колена, 300 м (команды)            | СССР · Виктор Данильченко · Геннадий Лущиков · Александр Митрофанов | США · Роберт Айлвард · Гленн Дабис · Лоунс Виггер             | Франция · Доминик Макен · Паскаль Бесси · Мишель Бури               |
| Винтовка стоя, 300 м                          | Малколм Купер (Великобритания)                                      | Гленн Дабис (США)                                             | Мишель Бури (Франция)                                               |
| Винтовка стоя, 300 м (команды)                | Норвегия · Геир Скирбекк · Харалд Стенвог · Каре Инге Викен         | США · Роберт Айлвард · Гленн Дабис · Лоунс Виггер             | СССР · Виктор Данильченко · Геннадий Лущиков · Александр Митрофанов |

Стандартная винтовка
| Дисциплина      | Золото                                                        | Серебро                                         | Бронза                                                         |
| --------------- | ------------------------------------------------------------- | ----------------------------------------------- | -------------------------------------------------------------- |
| 300 м           | Малколм Купер (Великобритания)                                | Харалд Стенвог (Норвегия)                       | Маури Рёппянен (Финляндия)                                     |
| 300 м (команды) | Финляндия · Калле Лескинен · Маури Рёппянен · Ралф Вестерлунд | США · Дэвид Каймес · Гленн Дабис · Лоунс Виггер | СССР · Александр Булкин · Виктор Власов · Александр Митрофанов |

Пневматическая винтовка
| Дисциплина     | Золото                                               | Серебро                                                                    | Бронза                                                      |
| -------------- | ---------------------------------------------------- | -------------------------------------------------------------------------- | ----------------------------------------------------------- |
| 10 м           | Йохан Ридерер (ФРГ)                                  | Дан Дёрбен (США)                                                           | Бернхард Зюсс (ФРГ)                                         |
| 10 м (команды) | ФРГ Йохан Ридерер Курт Рит Хюберт Зюсс Бернхард Зюсс | ГДР · Бернд Хартштайн · Свен Мартини · Франк Реттковски · Андреас Вольфрам | США · Арнт-Олан Хаугланд · Харалд Стенвог · Каре Инге Викен |

Пистолет
| Дисциплина     | Золото                                                         | Серебро                                                    | Бронза                                          |
| -------------- | -------------------------------------------------------------- | ---------------------------------------------------------- | ----------------------------------------------- |
| 50 м           | Сергей Пыжьянов (СССР)                                         | Игорь Басинский (СССР)                                     | Дьюла Карачонь (Венгрия)                        |
| 50 м (команды) | СССР · Игорь Басинский · Александр Мелентьев · Сергей Пыжьянов | Швеция · Бенни Оэстлунд · Петти Пеккёнен · Рагнар Сканокер | ГДР · Гернот Эдер · Михаэль Хохмут · Уве Поттек |

Скорострельный пистолет
| Дисциплина     | Золото                                                    | Серебро                                          | Бронза                                    |
| -------------- | --------------------------------------------------------- | ------------------------------------------------ | ----------------------------------------- |
| 25 м           | Адам Качмарек (Польша)                                    | Анджей Мацур (Польша)                            | Ральф Шуман (ГДР)                         |
| 25 м (команды) | СССР · Афанасий Кузьмин · Олег Ткачев · Владимир Вохмянин | Венгрия · Чаба Хелл · Золтан Ковач · Ласло Орбан | ГДР · Херциг · Юрген Вифель · Ральф Шуман |

Пистолет центрального боя
| Дисциплина     | Золото                                                  | Серебро                                            | Бронза                                                 |
| -------------- | ------------------------------------------------------- | -------------------------------------------------- | ------------------------------------------------------ |
| 25 м           | Олег Ткачев (СССР)                                      | Афанасий Кузьмин (СССР)                            | Игорь Басинский (СССР)                                 |
| 25 м (команды) | СССР · Афанасий Кузьмин · Игорь Басинский · Олег Ткачев | Швейцария · Ханс Бюркли · Антон Кюхлер · Алекс Чуй | Австрия · Дитер Аггерман · Херман Зайлер · Карл Павлис |

Стандартный пистолет
| Дисциплина     | Золото                                                      | Серебро                                                | Бронза                                                     |
| -------------- | ----------------------------------------------------------- | ------------------------------------------------------ | ---------------------------------------------------------- |
| 25 м           | Афанасий Кузьмин (СССР)                                     | Херман Зайлер (Австрия)                                | Игорь Басинский (СССР)                                     |
| 25 м (команды) | СССР · Афанасий Кузьмин · Игорь Басинский · Сергей Пыжьянов | Австрия · Дитер Аггерман · Херман Зайлер · Карл Павлис | Финляндия · Сеппо Макинен · Пааво Палокангас · Йоуни Вяйнё |

Пневматический пистолет
| Дисциплина     | Золото                                                       | Серебро                                         | Бронза                                       |
| -------------- | ------------------------------------------------------------ | ----------------------------------------------- | -------------------------------------------- |
| 10 м           | Игорь Басинский (СССР)                                       | Уве Поттек (ГДР)                                | Пьер Бремон (Франция)                        |
| 10 м (команды) | СССР · Игорь Басинский · Александр Мелентьев · Борис Кокорев | Франция · Пьер Бремон · Филипп Кола · Реми Аран | ГДР · Гернот Эдер · Йенс Поттек · Уве Поттек |

Стрельба по движущейся мишени
| Дисциплина                                                            | Золото                                                    | Серебро                                                  | Бронза                                                  |
| --------------------------------------------------------------------- | --------------------------------------------------------- | -------------------------------------------------------- | ------------------------------------------------------- |
| 50 м                                                                  | Сергей Лузов (СССР)                                       | Жан-Люк Трикуар (Франция)                                | Андраш Долешал (Венгрия)                                |
| 50 м (команды)                                                        | СССР · Геннадий Авраменко · Юрий Каденаций · Сергей Лузов | Венгрия · Андраш Долешал · Тибор Боднар · Аттила Сольти  | ГДР · Томас Пфеффер · Хенри Риш · Тило Вайгель          |
| Стрельба по мишени, движущейся с переменной скоростью, 50 м           | Аттила Сольти (Венгрия)                                   | Хуан Шипин (Китай)                                       | Ли Юйвэй (Китай)                                        |
| Стрельба по мишени, движущейся с переменной скоростью, 50 м (команды) | Китай · Хуан Шипин · Ли Юйвэй · Ян Лин                    | СССР · Геннадий Авраменко · Игорь Соколов · Сергей Лузов | Венгрия · Андраш Долешал · Тибор Боднар · Аттила Сольти |
| 10 м                                                                  | Лубош Рачански (Чехословакия)                             | Зигмунт Богдзевич (Польша)                               | Сергей Лузов (СССР)                                     |
| 10 м (команды)                                                        | СССР · Геннадий Авраменко · Игорь Малашков · Сергей Лузов | Чехословакия · Ян Кермиет · Лубош Рачански · Тибор Тесар | США · Тодд Бенсли · Майкл Инглиш · Рэнди Стюарт         |

Траншейный стенд
| Дисциплина           | Золото                                                             | Серебро                                                   | Бронза                                                              |
| -------------------- | ------------------------------------------------------------------ | --------------------------------------------------------- | ------------------------------------------------------------------- |
| Личное первенство    | Милослав Беднаржик (Чехословакия)                                  | Йёрг Дамме (ГДР)                                          | Даниэле Чиони (Италия)                                              |
| Командное первенство | Чехословакия · Милослав Беднаржик · Йозеф Махан · Йиндржих Парубек | Италия · Даниэле Чиони · Лучано Джованетти · Альбано Пера | СССР · Александр Асанов · Александр Лавриненко · Александр Стародуб |

Круглый стенд
| Дисциплина           | Золото                                                          | Серебро                                                   | Бронза                                                   |
| -------------------- | --------------------------------------------------------------- | --------------------------------------------------------- | -------------------------------------------------------- |
| Личное первенство    | Мэттью Драйк (США)                                              | Андреа Бенелли (Италия)                                   | Йоан Томан (Румыния)                                     |
| Командное первенство | Италия · Чельсо Джардини · Лука Скрибани Росси · Андреа Бенелли | ГДР · Маттиас Дункель · Бернхард Хохвальд · Аксель Вегнер | СССР · Тамаз Имнаишвили · Сергей Колос · Валерий Тимохин |

### Женщины
Винтовка
| Дисциплина                                   | Золото                                                       | Серебро                                             | Бронза                                                                 |
| -------------------------------------------- | ------------------------------------------------------------ | --------------------------------------------------- | ---------------------------------------------------------------------- |
| Винтовка с трёх позиций, 50 метров           | Весела Лечева (Болгария)                                     | Валентина Лазарова (Болгария)                       | Ангела Бергер (ГДР)                                                    |
| Винтовка с трёх позиций, 50 метров (команды) | Болгария · Весела Лечева · Валентина Лазарова · Нонка Матова | ГДР · Ангела Бергер · Забине Тот · Катрин Штарклофф | США · Ванда Джевелл · Пэт Спёрджин · Дина Виггер                       |
| Винтовка лёжа, 50 метров                     | Эва Фориан (Венгрия)                                         | Нонка Матова (Болгария)                             | Роксана Лэмэшану (Румыния)                                             |
| Винтовка лёжа, 50 метров (команды)           | Югославия · Весна Домазет · Мирьяна Йовович · Бисерка Врбек  | Болгария · Дудекова · Весела Лечева · Нонка Матова  | Швеция · Анетте Андерссон · Маргарета Густафссон · Кристина Густафссон |

Пневматическая винтовка
| Дисциплина          | Золото                                                | Серебро                                                  | Бронза                                                      |
| ------------------- | ----------------------------------------------------- | -------------------------------------------------------- | ----------------------------------------------------------- |
| 10 метров           | Весела Лечева (Болгария)                              | Валентина Черкасова (СССР)                               | Дина Виггер (США)                                           |
| 10 метров (команды) | Финляндия · Леена Туне · Пирья Пелтола · Сирпа Юлёнен | Швейцария · Габи Бюльман · Ирен Дюфо Сутер · Врени Ритер | СССР · Валентина Черкасова · Марина Суслова · Анна Малахова |

Пистолет
| Дисциплина          | Золото                                                      | Серебро                                                       | Бронза                                          |
| ------------------- | ----------------------------------------------------------- | ------------------------------------------------------------- | ----------------------------------------------- |
| 25 метров           | Марина Добранчева (СССР)                                    | Ирина Кочерова (СССР)                                         | Нино Салуквадзе (СССР)                          |
| 25 метров (команды) | СССР · Марина Добранчева · Ирина Кочерова · Нино Салуквадзе | Франция · Мартина Гепен · Эвелин Маншон · Коринна Серра Тосио | Албания · Диана Мата · Эмануэла Делилай · Схити |

Пневматический пистолет
| Дисциплина          | Золото                                                      | Серебро                                            | Бронза                                                      |
| ------------------- | ----------------------------------------------------------- | -------------------------------------------------- | ----------------------------------------------------------- |
| 10 метров           | Анке Фёлькер (ГДР)                                          | Марина Добранчева (СССР)                           | Лю Хайин (Китай)                                            |
| 10 метров (команды) | СССР · Марина Добранчева · Ирина Кочерова · Лолита Цветкова | ГДР · Диана Мюллер · Хайдрун Рихтер · Анке Фёлькер | Швеция · Керстин Бодин · Бритт Мари Эллис · Марита Карлссон |

Траншейный стенд
| Дисциплина           | Золото                                                       | Серебро                            | Бронза                                                         |
| -------------------- | ------------------------------------------------------------ | ---------------------------------- | -------------------------------------------------------------- |
| Личное первенство    | Гао Э (Китай)                                                | Елена Шиширина (СССР)              | Сьюзан Наттрасс (Канада)                                       |
| Командное первенство | СССР · Светлана Лазарева · Марина Михайлова · Елена Шиширина | Китай · Э Гао · Ли Ли · Инь Вэйпин | Италия · Ванда Джентилетти · Роберта Морара · Пиа Бальдиссерри |

Круглый стенд
| Дисциплина           | Золото                                   | Серебро                                                        | Бронза                                                                  |
| -------------------- | ---------------------------------------- | -------------------------------------------------------------- | ----------------------------------------------------------------------- |
| Личное первенство    | Светлана Дёмина (СССР)                   | Михаэла Ринк (ФРГ)                                             | Конни Шиллер (США)                                                      |
| Командное первенство | Китай · Фэн Мэймэй · Лю Лин · Шао Вэйпин | СССР · Светлана Дёмина · Земфира Мевтахетдинова · Елена Пушина | Польша · Эльжбета Беднарчук · Дорота Хитровска Мика · Алисия Вильчинска |